# Akcja polonizacyjno-rewindykacyjna 1938 roku

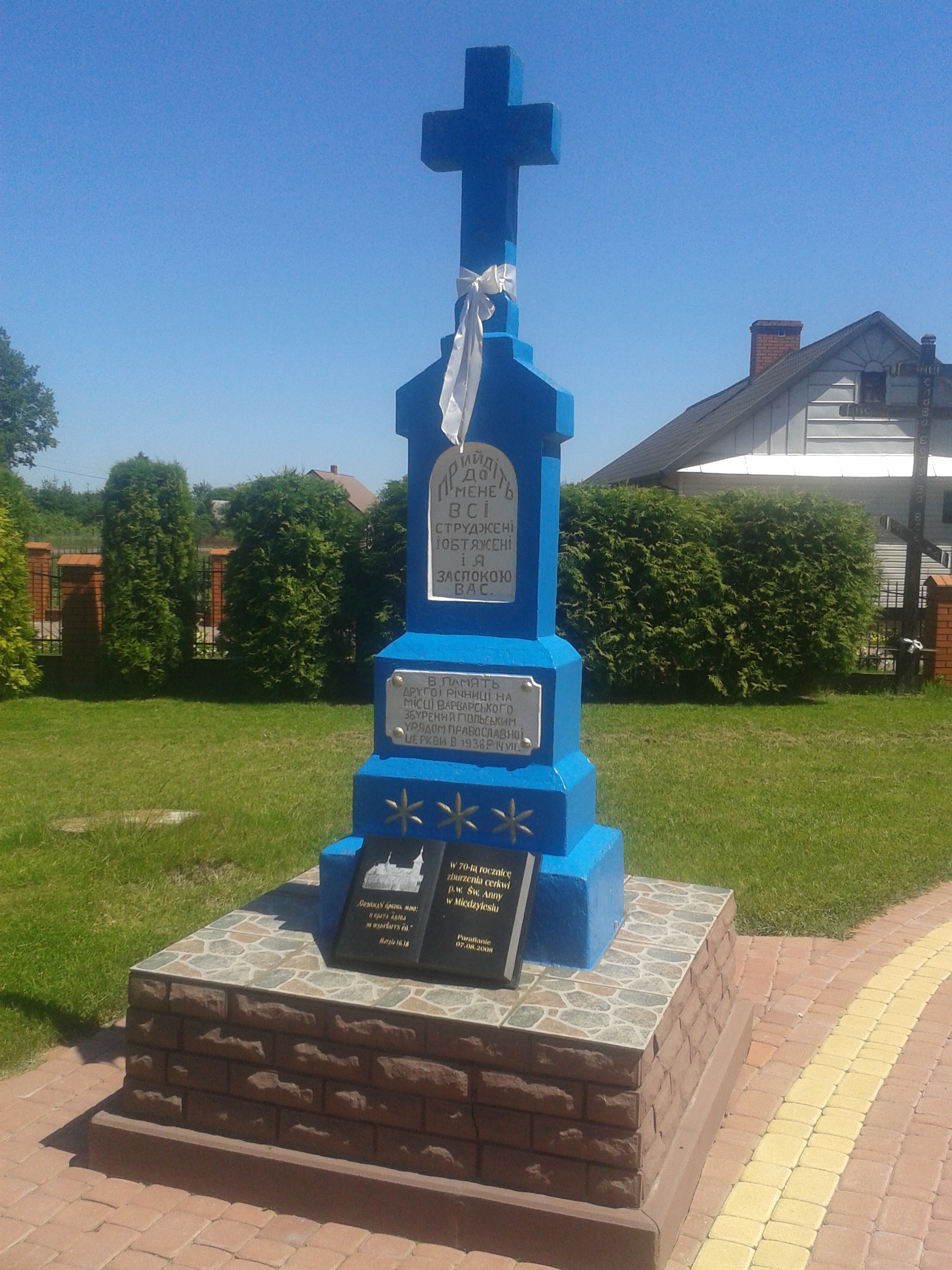
Pomnik upamiętniający zburzenie cerkwi św. Anny w Międzylesiu, 14 lipca 1938

Akcja polonizacyjno-rewindykacyjna 1938 roku – akcja pacyfikacyjna skierowana przeciw prawosławnej ludności ukraińskiej i białoruskiej, przeprowadzona przez władze II Rzeczypospolitej od połowy maja do połowy lipca 1938 na południowym Podlasiu i Chełmszczyźnie, mająca na celu „ograniczanie wpływów prawosławia”. Akcją dowodził ówczesny dowódca 3 Dywizji Piechoty Legionów w Zamościu płk. Marian Turkowski.
Jej skutkiem było zburzenie między innymi od 91 do 107 czy 127 cerkwi prawosławnych oraz represje wobec duchownych prawosławnych. W co najmniej kilkunastu przypadkach wystąpiło również bezczeszczenie świątyń i niszczenie elementów ich wyposażenia. Zmuszano wiernych do zmiany wyznania na rzymskokatolickie.
W 2008, w 70. rocznicę akcji, poseł SLD Eugeniusz Czykwin złożył wniosek do Sejmu o podjęcie uchwały potępiającej tę akcję. Pod projektem uchwały podpisało się 34 parlamentarzystów. Projekt uchwały utknął w Komisji Kultury Sejmu.

## Historia
Momentem najbardziej radykalnych działań, skierowanych przeciwko kościołowi prawosławnemu i ludności ukraińskiej na Podlasiu i Chełmszczyźnie, był 1938 rok, kiedy zaczęto tzw. akcję polonizacyjno-rewindykacyjną. Akcja realizowana była pod fikcyjnym hasłem rewindykacji wszystkiego, co niegdyś było katolickie i polskie na wschodnich ziemiach Polski. Na terenie Podlasia i Chełmszczyźnie miała być realizowana w dwa sposoby:
- 1) Akcja powiązana z „powrotem do wiary swoich rodziców” czyli konwersji z obrządku prawosławnego, nie-łacińskiego, do obrządku łacińskiego, rzymskokatolickiego
- 2) Polonizacja prawosławia — czyli wprowadzenie języka polskiego do życia liturgicznego i codziennego, kościoła prawosławnego, oraz zbudowanie i wspieranie ruchu prawosławnych Polaków.

20 stycznia 1938 roku, generał Bruno Olbrycht sformował zasady działania akcji. W niektórych powiatach zwołano starostów, którzy zostali „oficerami” formacji w powiatach. Mieli oni za zadanie organizować „terenowe grupy”, które były organami wykonawczymi. W ich pracy warto zaznaczyć że wszelka praca wykonywana przez administracje cywilną i organizacje publiczne były „podporządkowane zadaniu polonizacji”. Wówczas generał Bruno Olbrycht podkreślał, że „należy pobudzić w społeczeństwie wagę kampanii polonizacyjnej i skierować ją do aktywnej pracy polonizacyjnej”.
Komitet koordynacyjny włączał w swoją działalność polskie organizacje publiczne w szczególności Towarzystwo Rozwoju Ziem Wschodnich. Gen. B. Olbrycht bezpośrednio zarządził że „Jako organ do pracy na szczeblu powiatowym, który będzie służył w szczególności niewciąganiu wojsk w prace polityczne, liderzy akcji powołają w każdym powiecie Towarzystwo Rozwoju Ziem Wschodnich”. Komisja zainspirowała wypowiedzi organizacji polskich w różnych kwestiach (np. polonizacja prawosławia, zmiana nazw miejscowości, żądanie usunięcia „dodatkowych” cerkwi), co powinno sprawiać wrażenie inicjatyw oddolnych. 
W marcu 1938 roku, kierownik akcji koordynacyjnej dla regionu chełmskiego B. Olbrycht tak sformułował metody działania wobec prawosławia: „W żadnym wypadku nie należy przeciwstawiać się prawosławiu. […] Chodzi o to aby Cerkiew prawosławna, w obronie której nikt się już nie może obronić, była narzędziem polonizacji, a nie rusyfikacji, za nasze polskie pieniądze”. Sformułował też zasady postępowania windykacyjnego: „windykacja religijna powinna być prowadzona po cichu, w tajemnicy, ale bezlitośnie dla każdej rodziny i duszy; aby nie prowokować oficjalnej walki z prawosławiem”. 
W kwietniu B. Olbrycht podał detale programu akcji. Proponował on również „Zasiedlenie terytorium przez księży rzymskokatolickich” i utworzenie dla nich 38 nowych jednostek sztabowych, utworzenie 12 nowych parafii i utworzenie diecezji rzymskokatolickiej w Chełmie ze szczególnym uwzględnieniem polonizacji, z wyborem odpowiedniego biskupa. Przewidywał podjęcie radykalnych kroków w stosunku do Cerkwi prawosławnej. Twierdził, że „należy przyjąć zasadę: żaden kawałek ziemi nie może wpaść w inne ręce niż polskie”. 
Do akcji przygotowywano także polską opinię publiczną, publikując w prasie prorządowej artykuły na temat „niebezpieczeństwa ukraińskiego” na ziemi chełmskiej, zarzucając Cerkwi prawosławnej działalność rusyfikacyjną i ukrainizacyjną. Akcję w prasie rozpoczął Ilustrowany Kuryer Codzienny. Odbywały się spotkania polskich organizacji publicznych ludności katolickiej zainspirowane przez władze wojskowe, które podejmowały uchwały żądające „likwidacji” zamkniętych kościołów, usunięcia księży prawosławnych i polonizacji Cerkwi prawosławnej.
Działania wymierzone bezpośrednio w struktury Cerkwi rozpoczęły się wiosną 1938 roku, w okresie Wielkiego Postu i Świąt Wielkanocnych. Wszystko zaczęło się od zamknięcia niezależnych i nieoficjalnie działających kościołów. Zdarzały się przypadki podpaleń kościołów. Zlikwidowano także pewną liczbę oficjalnie istniejących parafii. Kościoły, które zgodnie z decyzją władz polskich miały zostać zamknięte, zostały opieczętowane, a księża zostali ukarani za odprawianie w nich nabożeństw. Eliminowano także księży, którzy nie byli oficjalnie zatwierdzeni przez państwo. Wywierano także naciski na duchownych prawosławnych, aby głosili kazania i nauczali Prawa Bożego w języku polskim. Wiosną 1938 r. rozpoczęto także akcję zastraszania ukraińskiej ludności prawosławnej obwodu chełmskiego i południowego Podlasia. Polscy młodzi bojownicy wybijali szyby. Coraz częściej dochodziło do ucisku ze strony administracji, który polegał na szantażu, w zależności od realizacji działań administracyjnych w sprawie przejścia na katolicyzm. Z udziałem wojska i szefów administracji państwowej zorganizowano oficjalne uroczystości przejścia prawosławnych na katolicyzm. Ci, którzy się z tym nie zgadzali, byli zastraszani i prześladowani. Warto przytoczyć historię świadka tych wydarzeń – katolickiej zakonnicy z Turkowicza: „Władza gminy, dyrektor szkoły Konstantynowicz i nasz ks. kapelan przemawiał do prawosławnych: taki rozkaz wyszedł od władz, że powinna być tylko jedna wiara katolicka. Na koniec dyrektor Konstantynowicz powiedział dość ostro: a kto nie posłucha, zostanie ukarany i eksmitowany z Turkowicza!”

21 maja 1938 r. nastąpiła zmiana na stanowisku szefa akcji koordynacyjnej dla regionu chełmskiego. Zamiast gen. Olbrychta, nowym dowódcą 3 Dywizji Piechoty Legionów płk. Marian Turkowski.
W Tarnowatce [...] prawosławny mnich z Ławry Poczajowskiej zaczął odprawiać nabożeństwa w wybudowanym domu modlitw […]. W ostatnim czasie funkcje duszpasterskie dla prawosławnych w Tarnowatce i okolicach pełnił ks. Siemen Demczuk […]. Wiosną tego roku miała się rozpocząć budowa dla prawosławnego księdza, ale nagle władze zakazały tej budowy. Niedługo potem, 14 maja 1938 r., Wito Mossakowski odczytał mieszkańcom wsi zarządzenie starosty powiatowego w Tomaszowie o zamknięciu prawosławnego domu modlitw w Tarnowatce. Ostatnią Boską Liturgię odprawił ks. Siemen Demczuk 15 maja 1938 r. w obecności funkcjonariusza policji państwowej. Na tę ostatnią liturgię zebrali się wszyscy miejscowi i pobliscy prawosławni Ukraińcy, od dzieci po osoby starsze, i cały czas głośno i gorzko płakali. Policjant też nie mógł tego znieść i wyszedł przed zakończeniem nabożeństwa. […] Ojciec Siemen Demczuk został ukarany dwumiesięcznym aresztowaniem przez starostę rejonowego w Tomaszowie za nielegalne wykonywanie nabożeństw prawosławnych i w czerwcu 1938 r. wysiedlony z Tarnowatki.
— Z interpelacji ambasadora Stepana Barana do Sejmu z dnia 6 lipca 1938 r.